# Cosmosoma dealbata
Cosmosoma dealbata là một loài bướm đêm thuộc phân họ Arctiinae, họ Erebidae.